# دادینتسه
دادینتسه (به صربی: Dadince) یک منطقهٔ مسکونی در صربستان است که در ولاسوتینتسه واقع شده‌است. دادینتسه ۱۹۵ نفر جمعیت دارد.